# Adrián Peppino
Adrián Alberto Peppino (n. Realicó, Argentina, 10 de abril de 1961) político argentino. Pertenece al Partido Socialista, siendo diputado en la Provincia de La Pampa (2003-2007/2007-2011), concejal de la ciudad de Santa Rosa (1995-1999/1999-2003), Secretario General del Partido Socialista de La Pampa e integrante del Comité Ejecutivo Nacional del Partido Socialista.

## Biografía y época universitaria
Nació en Realicó, Provincia de La Pampa, Argentina, el 10 de abril de 1961. Es el segundo hijo de tres hermanos de la familia formada por Alberto Domingo Peppino, y María Angela Trevisán.
Su madre fue ama de casa, y su padre, trabajador ferroviario primero, para instalar luego en la localidad, junto a un socio, una gomería y recapados.[cita requerida]
Realizó sus estudios primarios en la Escuela N° 34 de Realicó y los secundarios en la Escuela de Comercio de la misma ciudad.
En el año 1979 se traslada a la Ciudad de Santa Rosa e ingresa en la Facultad de Ciencias Económicas de la Universidad Nacional de La Pampa para estudiar la carrera de Contador Público Nacional. Esta época es signada por la Dictadura Militar en la Argentina, a los 18 años ingresa como empleado del Instituto de Seguridad Social. Su paso por la Universidad, marcarán el inicio de su militancia.
Inicia este camino, movilizándose y participando de un grupo que se oponía al arancelamiento universitario, cercenando el derecho a la educación pública de miles de jóvenes argentinos, en la época del “Proceso de Reorganización Nacional”. A principios del año 1982, luego de haber cumplido con el servicio Militar Obligatorio, participa de la refundación del Centro de Estudiantes, prohibidos durante la etapa anterior.
Participa en asambleas realizadas para la elaboración del Estatuto del Centro de Estudiantes, y va como candidato a Presidente del mismo por la Agrupación 12 de Abril, Lista Celeste, la cual lleva ese nombre en homenaje a la movilización para que se nacionalizara la UNLPam, logrado el 12 de abril de 1972.
Fue Consejero Académico de la Facultad en la etapa de normalización de la UNLPam y Consejero Superior en representación de los estudiantes.
Simultáneamente, inicia su militancia en el Partido Socialista.

### Ingreso en la función pública
En 1995 es electo por primera vez Concejal de la Ciudad de Santa Rosa por el Partido Socialista Popular en alianza con el Partido del Frente, asumiendo el 10 de diciembre de ese mismo año, y finalizando el mandato en 1999, año que resulta reelecto por un nuevo período.
En 2003, es electo Diputado Provincial hasta el año 2007, año en el que es reelecto con mandato hasta el año 2011.
En 1996 es incorporado al Comité Nacional del Partido Socialista Popular, compartiendo la conducción del PSP con Rubén Giustiniani, Guillermo Estévez Boero, Hermes Binner, Clori Yelicic, Silvia Ausburger, entre otros compañeros. En la Junta Ejecutiva Nacional estuvo a Cargo de la Secretaria de Formación y Capacitación, coordinando diversas actividades en distintos distritos del país.
Desde la reunificación con el Partido Socialista Democrático en el año 2004, refundando el Partido Socialista, integró la nueva conducción, presidida entonces por el Alfredo Bravo, compartiendo dicho Comité con Rubén Giustiniani, Alejandro Rofman, Héctor Polino, Susana Rinaldi, Norberto Laporta, Hermes Binner, manteniendo en la actualidad un lugar en la Comisión de Acción Política a nivel nacional del Partido Socialista.
En representación del PS Nacional participó en el Comité de Alcaldes de la Internacional Socialista, el Consejo de la Internacional Socialista realizado en noviembre de 2009 en República Dominicana, entre otros. Es en la actualidad Secretario General del Partido Socialista de La Pampa.